# Sonate K. 547
Pour la sonate jadis attribuée à Mozart, voir Sonate pour piano no 19 de Mozart.
La sonate K. 547 (F.498/L.S.28) en sol majeur est une œuvre pour clavier du compositeur italien Domenico Scarlatti.

## Présentation
La sonate K. 547, en sol majeur, notée Allegro, forme le deuxième membre d'un couple avec la sonate précédente. Il s'agit, en contraste avec le Cantabile antérieur, d'une belle toccata, où la conclusion offre des similitudes avec la sonate K. 545.

## Manuscrits
Le manuscrit principal est Parme XV 34 (Ms. A. G. 31420) copié en 1757 ; les autres manuscrits sont Münster I 82 (Sant Hs 3964) et Vienne D 32 (VII 28011 D). Une copie figure à Barcelone (E-Bbc), Ms. M 1964 (no 18).

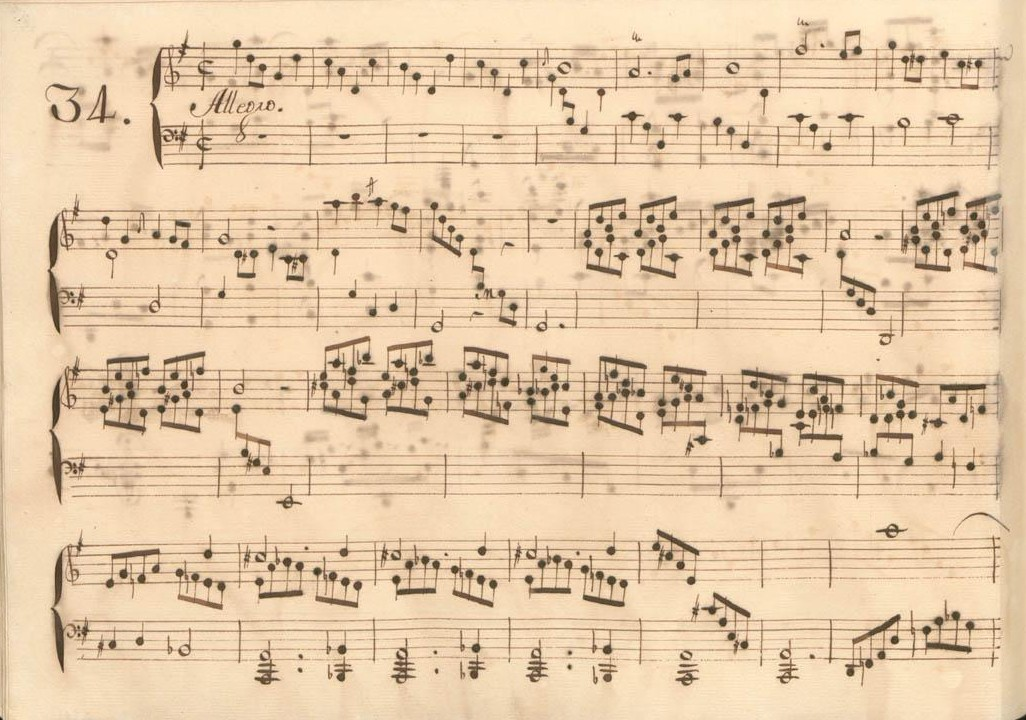
Parme XV 34.
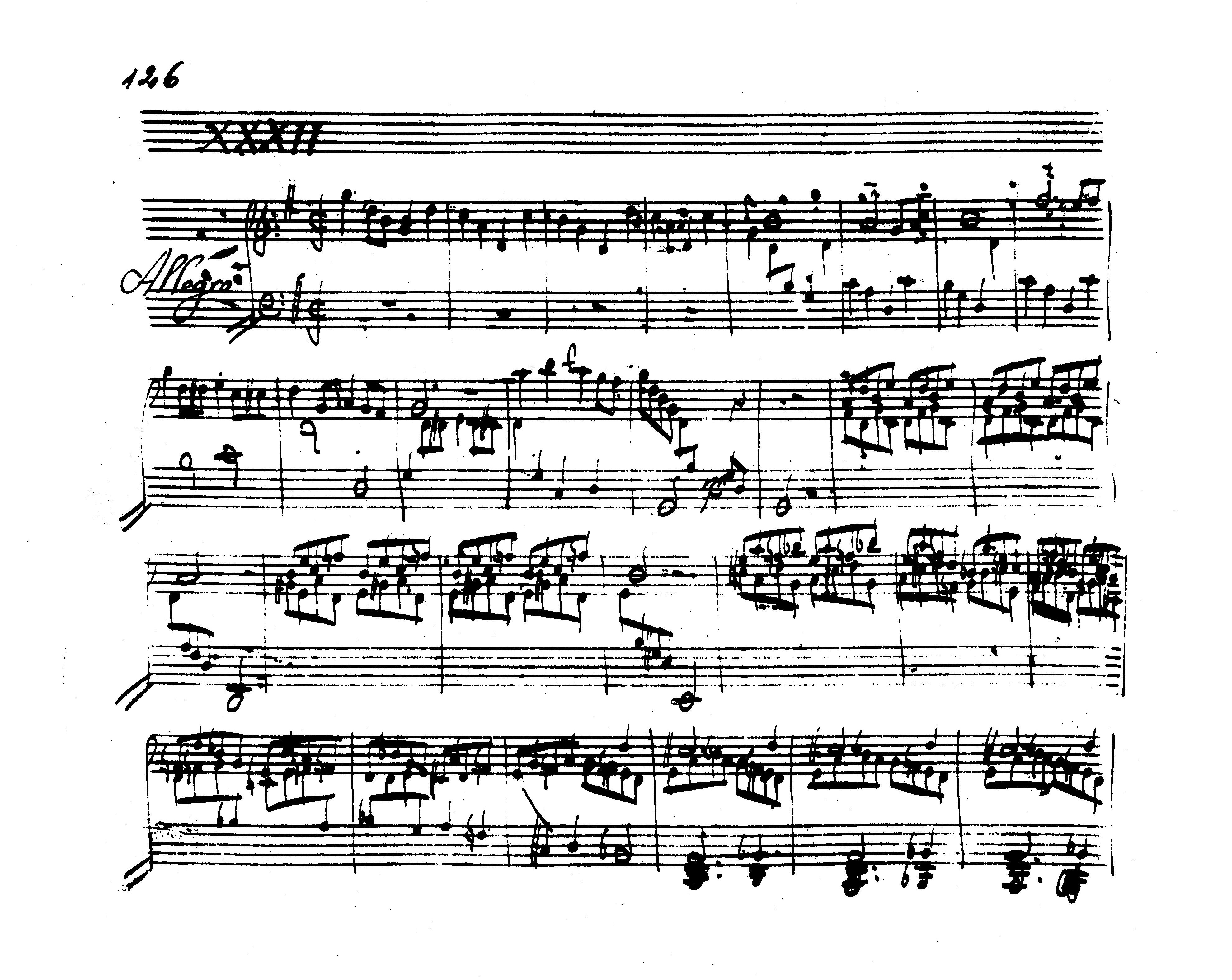
Vienne D 32.

## Interprètes
La sonate K. 547 est défendue au piano notamment par Vladimir Horowitz (1964, Sony), Maria Tipo (1987, EMI), Sergei Babayan (1995, Piano Classics), Gerda Struhal (2007, Naxos, vol. 12), Olivier Cavé (2008, Æon), Carlo Grante (2013, Music & Arts, vol. 4) et Angela Hewitt (2017, Hyperion).
Au clavecin, elle est enregistrée par Huguette Dreyfus (1978, Denon), Scott Ross (1985, Erato), Trevor Pinnock (Archiv), Richard Lester (2007, Nimbus, vol. 7), Pieter-Jan Belder (Brilliant Classics, vol. 8) et Pierre Hantaï (2017, Mirare, vol. 5).
Au pianoforte, Linda Nicholson l'interprète sur un instrument de Denzil Wraight, 2015 d'après un Cristofori-Ferrini de 1730 (2015, Passacaille).

## Sources
: document utilisé comme source pour la rédaction de cet article.
- Ralph Kirkpatrick (trad. de l'anglais par Dennis Collins), Domenico Scarlatti, Paris, Lattès, coll. « Musique et Musiciens », 1982 (1re éd. 1953 (en)), 493 p. (ISBN 978-2-7096-0118-4, OCLC 954954205, BNF 34689181).
- Alain de Chambure, « Domenico Scarlatti : Intégrale des sonates — Scott Ross », Erato (2564-62092-2), 1985 (OCLC 891183737) .
- (es) Celestino Yáñez Navarro (thèse), Nuevas aportaciones para el estudio de las sonatas de Domenico Scarlatti. Los manuscritos del Archivo de Música de las Catedrales de Zaragoza, Université autonome de Barcelone, 2016 (lire en ligne)